# Baćci
Baćci är en ort i Bosnien och Hercegovina.   Den ligger i entiteten Federationen Bosnien och Hercegovina, i den sydöstra delen av landet, 50 kilometer öster om huvudstaden Sarajevo. Baćci ligger 357 meter över havet och antalet invånare är 1 181.
Terrängen runt Baćci är huvudsakligen kuperad. Baćci ligger nere i en dal. Närmaste större samhälle är Goražde, 2,1 kilometer nordost om Baćci. 
I omgivningarna runt Baćci växer i huvudsak lövfällande lövskog. Runt Baćci är det ganska tätbefolkat, med 67 invånare per kvadratkilometer.